# Carl Elsasser

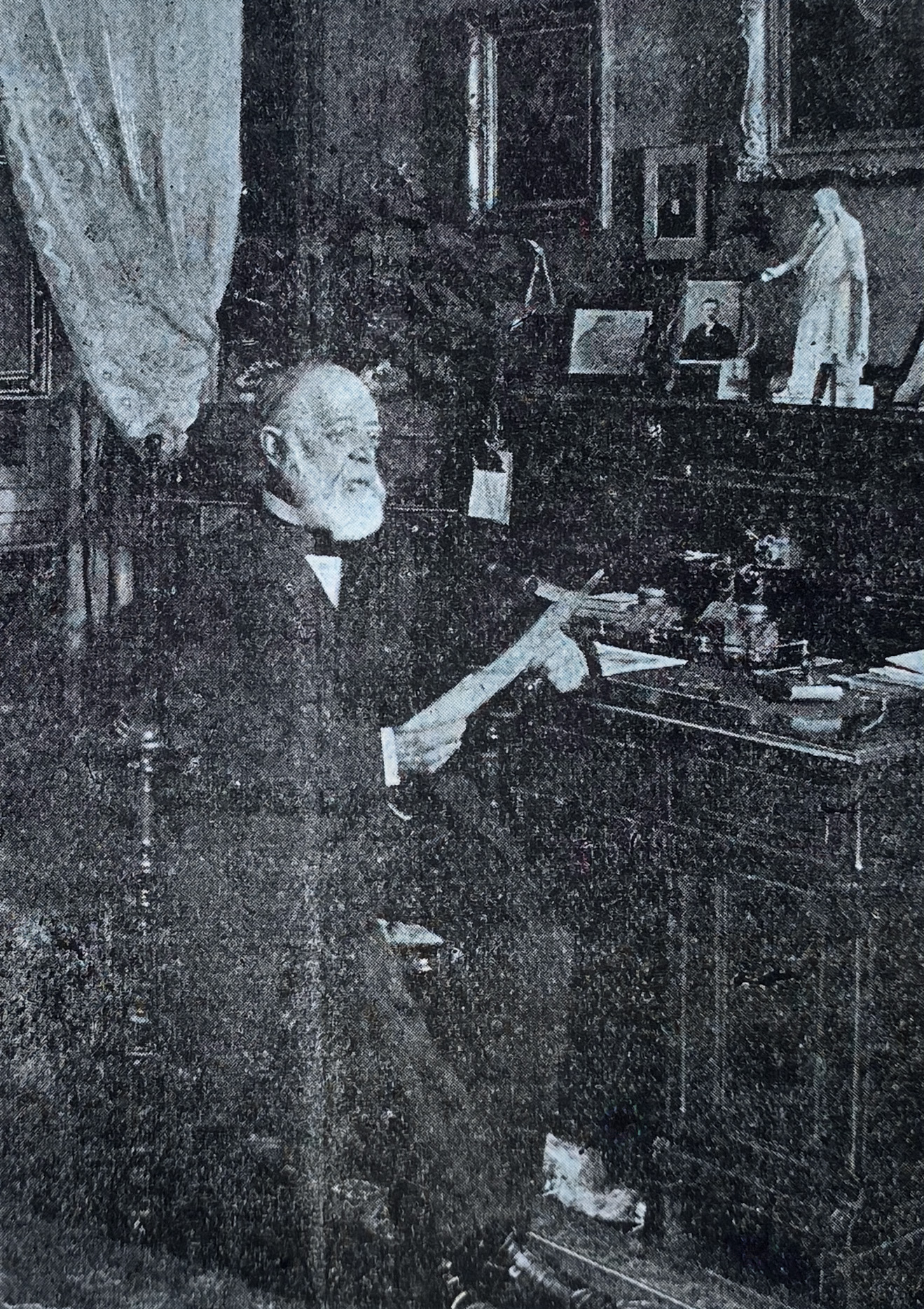
Carl Johann Ludolph Elsasser an seinem Schreibtisch

Johann Carl Ludolf Elsasser (* 29. Juni 1822 in Herzogenrath; † 17. März 1911 in Berlin) war ein deutscher Kommunalpolitiker, Abteilungsdirektor im Reichspostamt und Mitglied des kaiserlichen Patentamtes.

## Leben
Elsasser war der Sohn des Obersteuerkontrolleurs Ferdinand Elsasser und seiner Frau Antoinette geb. von Prym. Er studierte das Baufach, legte die Baumeisterprüfung im Land-, Wege, Wasser- und Eisenbahnbau ab und wurde 1855 Hülfsarbeiter an der Telegraphendirektion Berlin, 1858 Telegraphenbaumeister, 1862 Telegraphenbauinspektor, 1864 Regierungs- und Baurat, 1868 Geheimer Regierungsrat und Vortragender Rat in der Generaldirektion der Telegraphen beim Norddeutschen Bund. 1875 war die Generaltelegrafendirektion noch selbstständige II. Abtheilung im Reichskanzleramt mit rund 35 höheren Beamten und etlichen Telegrafenstationen. Im Folgejahr gelang es Heinrich Stephan, die einheitliche Post- und Telegrafenverwaltung als selbstständige Reichsbehörde herzustellen. Als Wirklicher Geheimer Oberregierungsrat leitete Elsasser als Abteilungsdirektor ein Ressort im Reichspostamt. 1886 schied er als Baubeamter für den Telegrafenbaubereich aus dem Reichspostamt aus. 1888 wurde er Ehrenmitglied des Göttinger Wingolf.
Neben seiner Tätigkeit im Reichspostamt war er bis zu seinem Tod Mitglied des kaiserlichen Patentamtes, welches seit 1905 in Berlin-Kreuzberg lag.

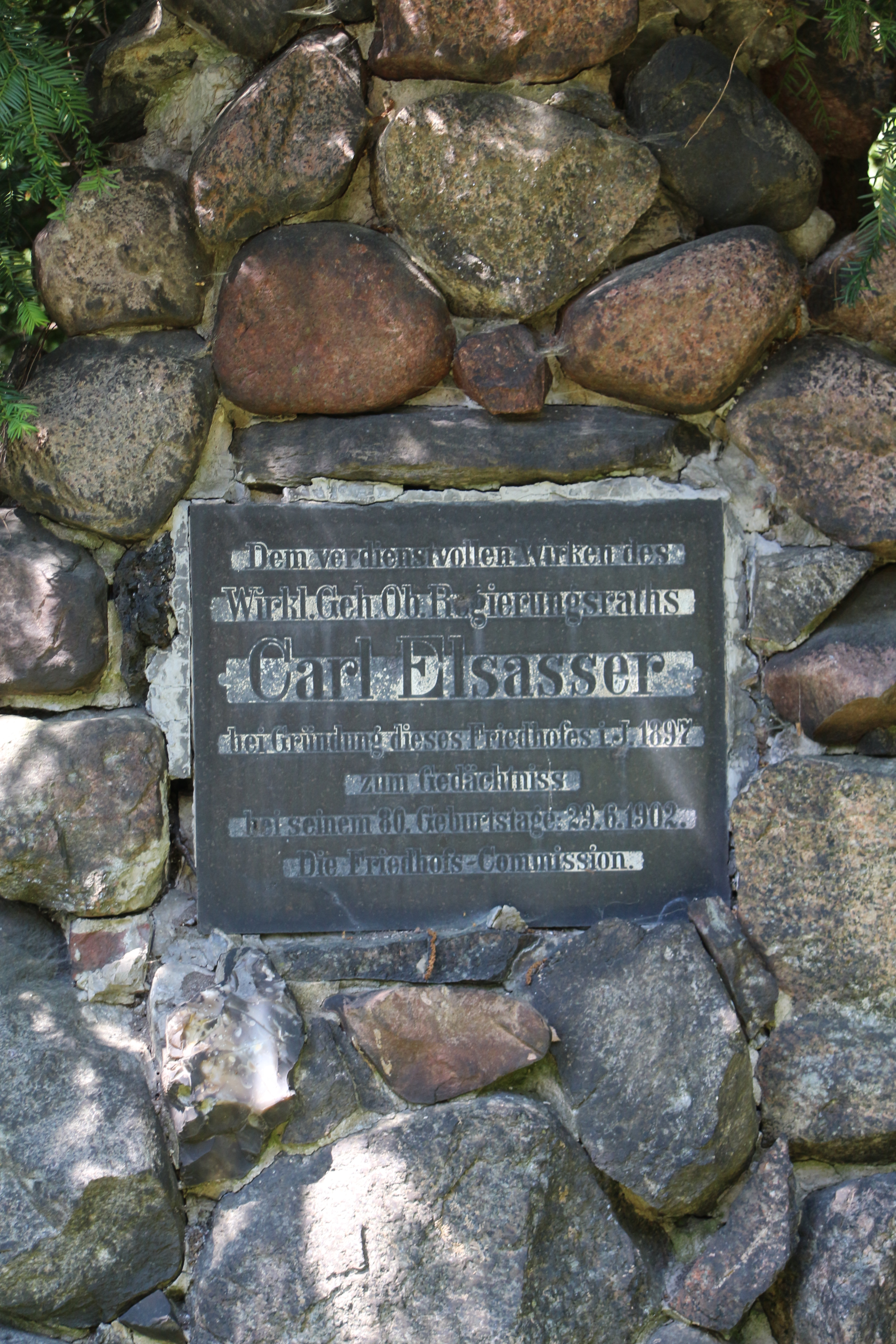
Gedenkplakette anlässlich seines 80. Geburtstags auf dem St. Simeon und St. Lukas-Friedhof

Carl Elsasser starb in seiner Wohnung in der Bernburger Straße 22 in der Friedrichsvorstadt. Er wurde auf dem Kirchhof Sankt Simeon und Sankt Lukas in Britz beigesetzt.

## Politisches Wirken
Elsasser erwarb sich große Verdienste in der Kommunalpolitik der damaligen Stadt Rixdorf, die ein Jahr nach seinem Tod 1912 in Neukölln umbenannt wurde. Sein herausragendes Engagement in der Wohlfahrtspflege äußerte sich auch darin, dass auf sein Wirken hin 1897 am Tempelhofer Weg im damaligen Nachbarort Britz der evangelische Kirchhof Sankt Simeon und Sankt Lukas gegründet wurde, auf dem er auch bestattet wurde.
Zu seinen Ehren entstand in Neukölln die Carl-Elsasser-Straße, deren Schreibweise 1932 in die Karl-Elsasser-Straße geändert wurde.